# Guiboyer
Gui Boyer est un peintre contemporain né à Toulouse le 28 février 1938 et décédé le 21 août 2013 à Saint-Soulan (Gers).
GuiBoyer est également le titre de l'ouvrage de l'écrivain et critique d'art Alain Georges Leduc sur la vie et l'œuvre du peintre. Le livre est présenté en deux parties : un texte descriptif sur l'évolution de l'homme et de son œuvre picturale puis des reproductions de ses peintures qui couvrent toutes les périodes qu'il a connues.

## Le livre
Gui Boyer commence par un parcours classique : école des Beaux-Arts de Toulouse en 1953. Il découvre le peintre Roger Bissière et ses formules lapidaires : « La perfection est inhumaine, » et rejoint en 1957 l'atelier de Raoul Bergougnan. À Collioure, il subit les influences croisées de Georges Braque et de Henri Matisse aboutissant à des œuvres comme la guitare au damier ; Matisse qui disait « je ne peins pas les choses mais les différences entre les choses » en écho à Braque disant de son côté « je ne peins plus les choses mais leurs rapports. »
En 1963 à 25 ans, Gui Boyer sillonne le Nord et la Belgique, admire les œuvres de Carpeaux, Van Eyck et commence une série sur le thème de l'usine, pratiquant la répétition des rythmes. « Je suis un coureur de musées » dit-il. Puis il utilise tous les moyens qui lui sont offerts pensant qu'à « cette civilisation de la technique, de la vitesse, mais aussi de l'éphémère correspondent nécessairement des concepts et des solutions picturales ouvertes. Dans un Bonnard, — La femme au tub — dans un Bissière, il apparaît toujours une part d'improvisation, de modification. »
Un moment tenté par l'adhésion à un groupe, il cherche sa voie, refusant toute théorisation, cherchant une harmonie entre intellect et instinct qu'il traduit dans une toile comme Les régates en 1964. Il abandonne l'enseignement, trop sclérosant : « L'enseignement, c'est un métier. L'acte de peindre, c'est une fatalité. » 
 Le début des années soixante est une période d'effervescence : Pop art, Nouveau réalisme, Art optique... les mouvements fleurissent. Il aime la 'peinture simple', celle de la terre et de la nature, des champs et des bois, alors il cherche, il commence une série « sur toile libre recto verso, sans apprêt » avec un tampon rond puis rectangulaire, « je découpe, je tresse et je colle. » Toujours selon les idées de Bissière : « Apprenez à conduire votre travail logiquement sans vous fier au hasard, commandez toujours à votre toile, ne lui obéissez jamais. » Un logicien qui nie le hasard. Référence à Raoul Ubac aussi dans le lien avec la nature.
Il rêve d'une « peinture pure » sans sujet, ou plutôt quand le sujet devient prétexte, où « le sensible peut trouver son plein épanouissement. »

## Itinéraire et parcours pictural
«  À la mémoire originelle des choses,

Aux silences tangibles des premières émotions ineffables,

À ceux d'un temps écoulé et celle du temps présent. »

Avec cette citation de Gui Boyer, Alain Georges Leduc ajoute ce texte en exergue : « Je suis si seul » disait Bonnard à Bazaine. Voilà ce que Gui Boyer s'en va parfois répétant, comme il m'aura déclaré : « On finit par entrer dans l'urgence, en fin de parcours. Un temps plus court nous est donné et il y a urgence à faire. Avec beaucoup de doutes, c'est certain. Si on commence à trop réfléchir, tout s'écroule. »
Gui Boyer, élève de Raoul Bergougnan, s'est évertué à explorer tous les aspects de l'art pictural. Si au début il subit l'influence de Picasso (nature morte au violon) ou de Matisse, il va très vite s'orienter vers le non figuratif, vers un art moderne dominé par la recherche des volumes, des formes et des couleurs. Il va surtout utiliser le bâtonnet et le treillage pour « remplir » la toile et supprimer le traditionnel rapport entre le fond et la forme, entre le sujet et son décor.
De la forme stricte en trames ou en damiers, il passe à des formes plus amples, des courbes qui se dessinent sur un fond en damiers blanc, noir et bleu. Ainsi fond et forme se mélangent, se fondent pour ne faire plus qu'un, comme dans le passage des oiseaux en 1965. Puis sa palette s'éclaircit de rouge pour arriver à un plus grand dépouillement (Relief en 1970-1972). Il va ensuite alterner les bâtonnets multicolores et les alignements de points, des points et des cercles étroitement liés, pour densifier sa représentation picturale.
À partir de 1985, surtout après un séjour à Roussillon, les formes sont plus opulentes, plus « rondes », tranchant avec ses maillages précédents, des formes plus sereines dans les tons de jaune, plus tourmentées dans des tons sombres comme dans les nus de 1988-90.
Il va renouer avec certains éléments figuratifs, d'abord avec ses séries de visages (Ex-votos, 1987, Visages, 2006-2009) rappelant Andy Warhol ou une de ses récentes séries sur l'arbre, où le réel est plus ou moins accentué, plus ou moins présent, selon les toiles. À cet égard, il est intéressant de comparer ses arbres faits de treillages serrés à dominantes rouge et bleue des années 1977-1978 à ceux qu'il a peints entre 2005 et 2009 faits de trames de tonalité verte ou exécutés sur un mode plus naïf.

## Descriptif
- Années 1950 : Les régates (1958), Natures mortes (1959), L'usine Onia à Toulouse (1958-1964)
- Années 1960 : Valenciennes (1964), Passage des oiseaux – Visages (1965), Torses (1968-1969)
- Années 1970 : Reliefs (1970-1972), Alignement de points (1972), Itérations (1973-1976), Natures (1976-1977), L'arbre (1977-1978)
- Années 1980 : Corps de femmes (1980-1985), Terres utérines, Aurignac (1985), Ex-votos (1987), série des nus (1988-1990)
- Années 1990 : Série Vallée de Lavail (1988-1994)
- Années 2000 : Travail sur les volumes, Lavail (2000-2009)